# Serkenrode
Serkenrode liegt im Naturpark Sauerland-Rothaargebirge und ist ein typisches Sauerländer Dorf und ein Ortsteil der Gemeinde Finnentrop mit rund 710 Einwohnern. Von 1810 bis 1969 befand sich hier die Verwaltung des Amtes Serkenrode.
Der alte Sauerländer Baustil der Fachwerkhäuser hat sich bei vielen Bauten bis heute gehalten. Die Ortschaft liegt 360 m über NN in Tallage, wobei die den Ort umgebenden Berge bis auf knapp 600 m über NN  hochreichen. Durch den Ort führt die Kreisstraße K 23. Zudem liegt Serkenrode am SauerlandRadring im Frettertal. Der Fretterbach, der weiter flussabwärts einen wesentlichen Teil der Wasserversorgung für die Orte Finnentrop, Bamenohl und Weringhausen bildet, durchquert die Ortschaft.

## Geschichte
Die ältesten Gegenstände, die einen Aufenthalt von Menschen im Gebiet der Fretter – dem Frettertal –  belegen, stammen aus der Jungsteinzeit (4500/400–1800 v. Chr.). Im Jahre 1905 fand man in der Nähe der Fretterquelle eine geschliffene, durchbohrte Axt aus kristallinem Gestein und eine Steinkugel von 10 cm Durchmesser. 1955 wurde bei Feldarbeiten in Serkenrode ein gleichfalls jungsteinzeitliches Rechteckbeil aus Grauwacke gefunden. Bis ca. 500 n. Chr. scheint das zwischen der mittleren Lenne und der Wenne gelegene Bergland, in dessen Mitte heute Serkenrode liegt, eine menschenleere Waldwildnis gewesen sein. Spätestens ab 800 n. Chr. müssen jedoch die ersten kleineren Ansiedlungen existiert haben. Zwischen 900 und 1000 n. Chr. hatte sich die Bevölkerung im Frettergebiet stärker vermehrt. Ein Beweis dafür ist der archäologisch nachgewiesene Bau einer größeren Kirche in Schönholthausen.
Die erste urkundliche Erwähnung des Ortes Serkenrode scheint in einem Register um das Jahr 1150 zu sein. Dort wird ein Ort namens „Sirencrothe“ genannt – Sprachlich gibt es keine Bedenken, dass dies die Frühform des Namens Serkenrode ist. Die erste unbestrittene Erwähnung findet sich im Güterverzeichnis des Grafen Wilhelm von Arnsberg von 1313, in dem es heißt, das „Luscede Serkenrode“ mit einer Hufe in Serkenrode belehnt wird.
Neben der Ersterwähnung im Jahr 1313 werden in einer neueren Untersuchung der Ortsnamen im Kreis Olpe verschiedene weitere Schreibweisen aufgeführt. Beispielhaft seien erwähnt - 1338: Noderingo de Serkenrode, 1416: Selkenrode, 1543 Serckenroide (in einem Schatzungsregister) u. a. Dies ausgehend von dem Grundwort „-rode“ als frühere Bezeichnung für Siedlungen, die nach der Rodung von Wäldern entstanden sind. Dessen wahrscheinliche Anknüpfung an den Personennamen „Sariko/Seriko“ ergibt eine Deutung des Ortsnamens als „Rodung des Sariko bzw. Seriko“.
Frühe Anhaltspunkte über die Größe von Serkenrode ergeben sich aus einem Schatzungsregister (diente der Erhebung von Steuern) von 1543. Demnach gab es zu dieser Zeit in „Serkenroide“ 15 Schatzpflichtige (ohne 4 Personen, die als pauper bzw. arm eingestuft wurden). Die Anzahl der Schatzpflichtigen dürfte in etwa mit den vorhandenen Familien bzw. Häusern übereingestimmt haben.
Die das Ortsbild prägende Kirche St. Johannes Baptist  geht wahrscheinlich mit ihrer Gründung auf eine Hofkapelle aus dem 16. Jahrhundert zurück. Im Jahr 1901 wurde diese zur jetzigen Größe ausgebaut. Ein Turm wurde in den 1950er Jahren an die Kirche angebaut. Das heutige Erscheinungsbild  der Kirche stammt aus dem Jahr 1958/59.
Über einen Zeitraum von mehr als 150 Jahren (1810–1969)  hatte in Serkenrode die Amtsverwaltung ihren Sitz. In den Jahren 1810–1843 handelte es sich noch um einen Schultheißenbezirk. Bis 1912 war im Haus der Amtsmänner Kayser (Franz Kayser war erster „Schultheiß der Bauernschaft Serkenrode, Amts Eslohe, im Herzogtum Westphalen“), die Verwaltung des Amts Serkenrode untergebracht. Erst mit dem Neubau des noch heute so genannten Amtshauses im Jahr 1909 zog die Verwaltung um. Mit dem Inkrafttreten des Gesetzes zur Neugliederung des Landkreises Olpe hörte das Amt Serkenrode nach 126-jährigem Bestehen mit Wirkung zum 1. Juli 1969 auf zu existieren. Gleichzeitig wurde die neue Gemeinde Finnentrop gebildet. Sie war Rechtsnachfolgerin des Amtes Serkenrode.

## Persönlichkeiten
- Hubert Schmitt-Degenhardt (* 1902 in Serkenrode; † 1995 in Aachen), Jurist, Regierungspräsident des Regierungsbezirkes Aachen

## Literatur

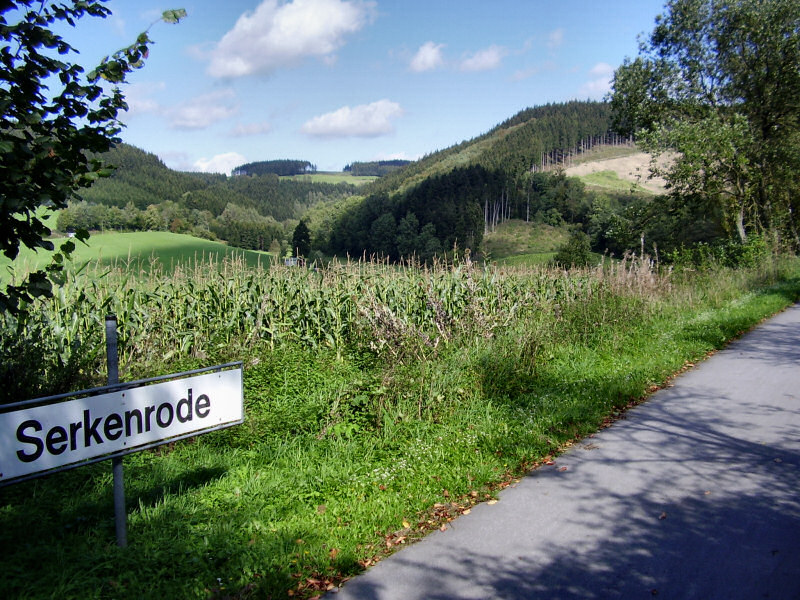
Serkenrode am SauerlandRadring, Trasse der ehemaligen Bahnstrecke Finnentrop–Wennemen